# Pisz
Pisz é um município da Polônia, na voivodia da Vármia-Masúria e no condado de Pisz. Estende-se por uma área de 10,08 km², com 19 386 habitantes, segundo os censos de 2017, com uma densidade de 1923,2 hab/km².